# Toni Cabré i Masjuan
Toni Cabré i Masjuan (Mataró, Maresme, 1957) és dramaturg, guionista, enginyer i gestor cultural català. La seva producció teatral és variada, però manté dues constants: la realista (la relació de l'home amb el món tecnològic, la complicitat amb el poder, el dubte...) i la paradoxal (teatre dins del teatre, confusió de realitat i somni, veritat i mentida…). La seva primera obra teatral és Computer Love, (1980). Després publica Els camaleons també paguen –reeditat el 2015– i Oh, bit!. El 1989 estrena Estrips. El 1994 estrena i publica el monòleg La metamorfosi, basat en la narració de Kafka. Ha publicat també Treva, Overbooking, el monòleg Oi?, l'obra Històries d'amor –estrenada l'any 2000 a Barcelona pel Teatre Nacional de Catalunya i, a Madrid, per les companyies Yacer Teatro (2001) i Máscara Laroye (2003)–, Viatge a Califòrnia,Navegants, L'efecte 2000 o La peixera –estrenada l'any 2016 al Versus Teatre de Barcelona–, Teoria de catàstrofes, Iglú, Demà coneixeràs en Klein, L'inútil, Les verges virtuals, Lletra petita i Silencis –Premi Ciutat de Manacor Jaume Vidal Alcover–; i les peces breus Fantasies, Obra inacabada, Rosebud Hotel, Ningú i Vladimir. Com a guionista, ha format part de l'equip de les sèries de TV3, Poble Nou, Secrets de família, Nissaga de poder, Laberint d'ombres, La Riera i Olor de Colònia. Ha obtingut diversos premis teatrals.

## Obra dramàtica
- Olor de Colònia, 2025. (Versió teatral de la novel·la homònima de Sílvia Alcàntara.)
- Teatre reunit (1985-2022), 2022. (Conté el monòleg breu Estragó.)
- Zweig, la fugida impossible, 2021.
- Ombres de memòria, 2021.
- Jugant en família, 2020. (Peça breu)
- Okupes particulars, 2018. Premi de teatre Ciutat d'Alzira 2018.
- Silencis, 2016. Premi de teatre Ciutat de Manacor 2016.
- Lletra petita, 2016.
- Les verges virtuals, 2014. Premi de teatre Crèdit Andorrà 2013.
- L'inútil, 2012
- Vladimir, 2008. (Peça breu)
- Demà coneixeràs en Klein, 2008.
- Ningú, 2006. (Peça breu infantil)
- Iglú, 2006.
- Rosebud Hotel, 2005. (Peça breu)
- Teoria de catàstrofes, 2004. Premi Crítica Serra d'Or de Teatre 2005.
- Obra inacabada, 2003. (Peça breu)
- Fantasies, 2002. (Peça breu)
- La peixera o L'efecte 2000, 1999. Premi Ciutat d'Alcoi 2000.
- Navegants, 1999. Premi Crítica Serra d'Or de Teatre 2000.
- Treva, 1999.
- Viatge a Califòrnia, 1997. Premi Josep Ametller 1998.
- Històries d'amor, 1996
- Overbooking, 1996.
- Oi?, 1992.
- La metamorfosi, 1990.
- Estrips, 1987. Premi Joan Santamaria 1988.
- Cruïlla, 1985. Premi Joan Santamaria 1986.
- Oh, bit!, 1984. Premi Ciutat d'Alcoi 1985.
- Els camaleons també paguen, 1983. Premi Salvador Reynaldos 1984.
- Computer Love, 1981.

## Guions de televisió
- Olor de colònia, TV3, 2012
- La Riera, TV3, 2010
- Laberint d'ombres, TV3, 1998-2000
- Nissaga de poder, TV3, 1996-1998
- Secrets de família, TV3, 1995
- Poble Nou, TV3, 1994
- L'altra, TV3, 1993
- Testimoni ocular, TV3, 1993
- En nom del fill, TV3, 1993
- El xou de la família Pera, TVE, 1983-1984